# Bessèges
Bessèges este o comună în departamentul Gard din sudul Franței. În 2009 avea o populație de 3.169 de locuitori.

## Evoluția populației
| An        | 1975  | 1982  | 1990  | 1999  | 2006  | 2009  |
| --------- | ----- | ----- | ----- | ----- | ----- | ----- |
| Populație | 5.255 | 4.352 | 3.635 | 3.137 | 3.197 | 3.169 |